# ジュリアン・マルシャン
ジュリアン・マルシャン（Julien Marchand、1995年5月10日 - ）は、トップ14スタッド・トゥールーザンに所属するラグビー選手。

## プロフィール
- フランス・サン＝ゴーダンス出身。
- ポジションはフッカー(HO)。
- 身長 180cm、体重 108kg
- 弟のギヨームもラグビー選手[1](現・リヨンOU)。
- U20フランス代表に選ばれたことがある[2]。
- フランス代表キャップは17（2022年2月現在）。

## 略歴
2014年、トゥールーズに加入。